# 今川 (福岡県)
今川（いまがわ）は、福岡県北東部を流れる二級河川。流路延長31.63km。

## 地理
田川郡添田町南東部の英彦山付近を源流とする。添田町津野には油木ダムがあり、北九州京築地方の水がめの役割を担う。赤村の中心部で流れを北東に変え、京都郡みやこ町に入ると平成筑豊鉄道田川線と福岡県道34号行橋添田線の間を流れる。行橋市に入ると川の下流となり行橋市市街地を流れ、河口付近で江尻川と合流して周防灘（瀬戸内海）に注ぐ。福岡県内で5番目に長い川である。

## 歴史
元禄9年（1691年）に豊前国、豊後国を探訪した貝原益軒は河畔の村名にちなみ天生田川と呼称している。
貞享年間に小倉藩の筋奉行・田中條右衛門によって流路が付け替えられ、直線状に築堤された。現在千間土手と呼ばれている。
昭和中期以前は今川は大雨が降ると幾度となく氾濫し、赤村・行橋市などでも水害が発生していた。1972年に油木ダムが完成してからは水害は減ったが、現在でも大雨が降ると水かさが増えて、交通機関に支障をきたすことがある。
- 1953年6月下旬：昭和28年西日本水害で京都郡を中心に堤防が決壊するなどの被害を受ける。
- 1979年6月30日：梅雨末期の大雨で今川が氾濫し、行橋市中心部が浸水する。

## 流域の自治体
福岡県
田川郡添田町、赤村、京都郡みやこ町、行橋市

## 利水施設
- 油木ダム